# 野木光綱
野木 光綱（のぎ みつつな）は、鎌倉時代前期の武士。出雲国に住し、叔父の隠岐守佐々木義清の猶子（或いは婿）となり、野木氏・乃木氏の祖となったとされる。

## 生涯
『乃木大将事跡』の乃木系図によると文治3年(1187年)出生とある。
『尊卑分脈』などの諸系図では佐々木高綱の次男とされ、『尊卑分脈』によれば「野木二郎、左衛門尉、住出雲國野木、隠岐守義清の子と爲る」とある。また佐々木系図では「能義二郎左衛門尉、出雲能義に住す」とある。また『乃木大将事跡』の系図では従五位下、野木次郎左衛門尉、壱岐守と記載される。
光綱が住した出雲国野木については、能義郡野城郷（現在の島根県安来市能義町）、意宇郡乃木邑（現在の松江市浜乃木町）の二説があるが、野木氏に関する同時代の史料は乏しく詳細は不明であり、『尊卑分脈』の記事についても実証されたものではない。
父・高綱は出雲国に恩賞地を拝領したとされる。高綱の出雲国内の所領の一部を分割相続した光綱が、父の出家や建仁3年(1203年)の長兄重綱の戦死により後ろ盾を失ったため、承久の乱後に出雲守護として入部した叔父義清の猶子として、その庇護を受けつつ、隠岐流佐々木氏の一門として所領を守ったと考えるのが自然であろう。
『乃木大将事跡』の乃木系図によれば文永9年(1272年)11月25日死去とある。

## 子孫
『尊卑分脈』では子には太郎春高（或いは泰高）、二郎清高、三郎高家、四郎高定、五郎行綱、七郎景家、正佛、西信がおり、春高の子には、太郎景元、二郎光高、四郎景高、大浦房定海が記載されている。
他方、佐々木系図では光綱の長男を泰高とし、六郎、正佛、西信を七郎景家の兄、七郎景家の弟に八郎が見える。
『乃木大将事跡』の系図では光綱長男の泰高を泰綱、三男高家を小倉三郎高家、七男景家を能美七郎景家、泰高の長男を景光、泰高の次男を高光としている。
その他、光綱長男の泰高の長男を太郎高頼(乃白入道)、次男を二郎時貞とし、その後に太郎景元、二郎光高、四郎景高、大浦房定海と続く系図もある
大伴氏系図によれば四郎高定の母は朝山惟綱娘とする。

### 鎌倉時代以降
江戸時代の長府藩士で明治時代の軍人・乃木希典は野木氏の末裔を称した。『乃木大将事跡』の乃木氏の系図では畠山政長、美濃国土岐氏、同国斉藤氏、古田兵部、毛利秀元などの家中を転々としており中世部分は信憑性が低いが、毛利氏に仕えた乃木氏が野木氏の末裔であること自体は疑う余地は少ないと考えられる。
また元老大山巌は五郎行綱の子孫を称しており、薩摩藩の「本藩人物誌」でも五郎行綱を祖とする大山氏の記述が登場するが本藩人物誌では「佐々木乃白五郎行綱」、大山家伝では「佐々木三河守行綱」で登場し、野木氏を称した形跡はない。また行綱を佐々木盛綱の後胤とする説もある。